# Ryska Amerika

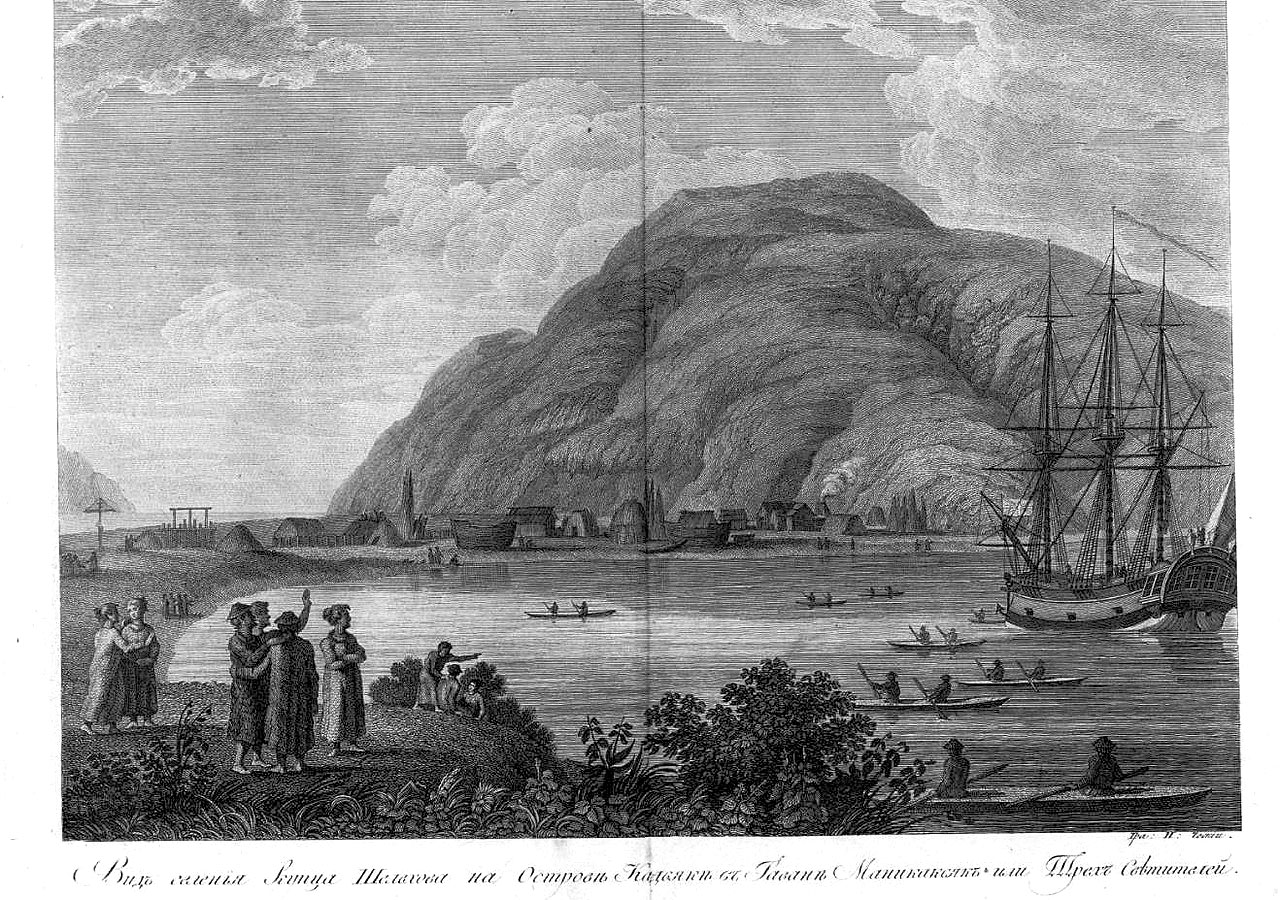
Första bosättningen på Kodiakön.

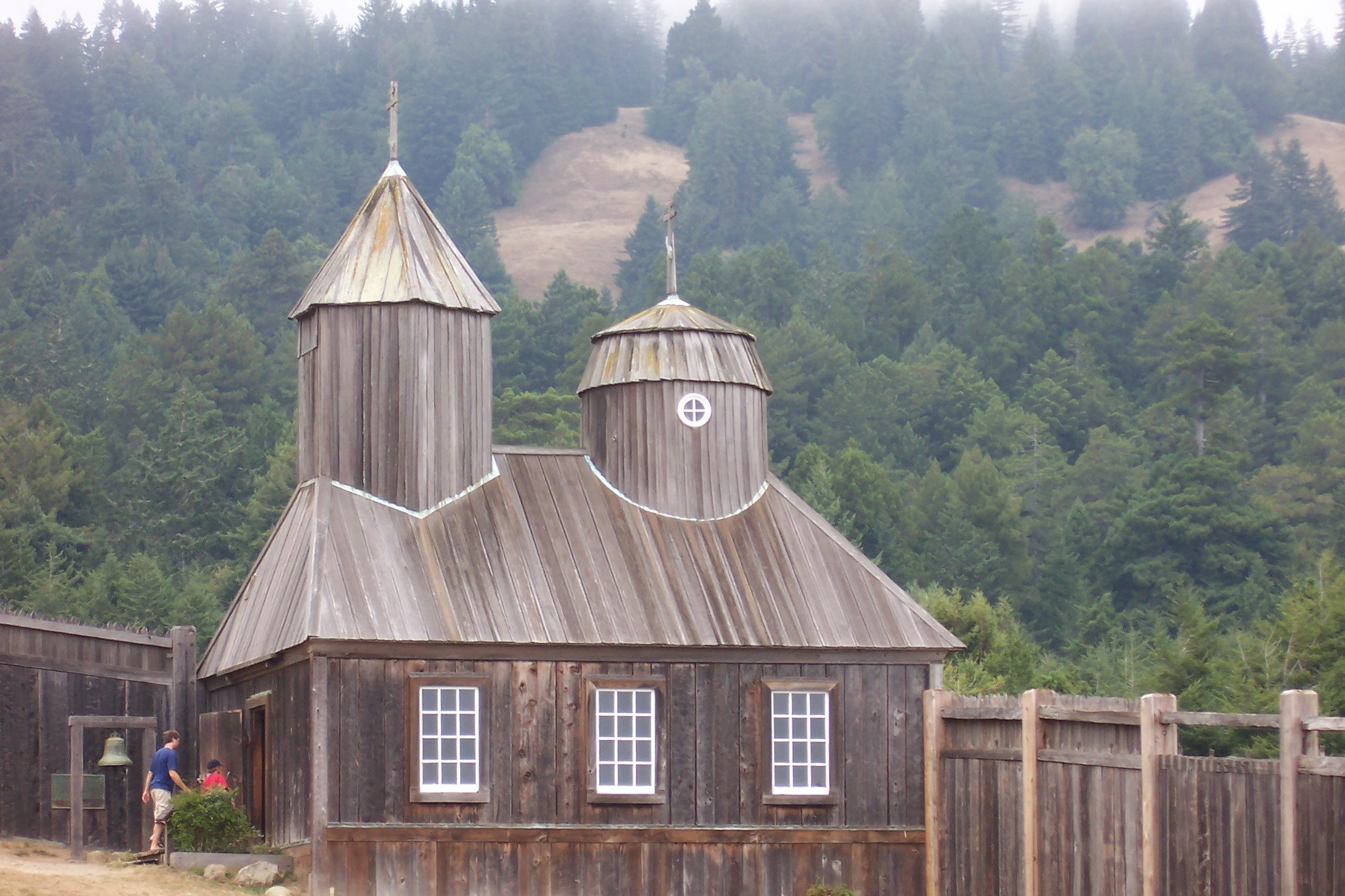
Fort Ross.

Ryska Amerika (ryska: Русская Америка, engelska: Russian America) var beteckningen på de ryska landområdena i Nordamerika under Den ryska koloniseringen av Amerika åren 1733 till 1867. Full inkorporering av kolonierna i Nordamerika kom med en ukas (en kungörelse eller ett dekret av tsaren, Paul I) 1799, som etablerade ett monopol för Rysk-amerikanska kompaniet och beviljade även den Rysk-ortodoxa kyrkan vissa rättigheter i de nya områdena.

## Geografi
Ryska Amerika omfattade dagens Alaska (med gränspunkt vid Demarcation Bay), Aleuterna samt enstaka områden i dagens Kalifornien och Hawaii. Staden Sitka på Baranofön i Alexanderarkipelagen fungerade som huvudstad för området. Områdets sydligaste bosättningar låg så långt söderut som Kalifornien med Fort Ross i Sonoma County och Hawaii med Fort Elisabeth på Kauai.

## Historia
De tidigaste skriftliga redogörelser visar att de första européerna att nå Alaska kom från Ryssland. Den 20 juni 1648 startade Semjon Dezjnjov en expedition mot området. 90 man i sju små båtar (av typen "kotj") lämnade staden Nizjnekolymsk med kurs österut och man nådde Kolymaflodens mynning i juli. Härifrån fortsatte man österut längs Tjuktjerhalvöns kust och rundade sedan Nordostkap och vidare mot sydväst till Diomedeöarna. Därefter blev expeditionen dramatisk. Kring oktober försvann Alexejevs grupp spårlöst till havs under en storm och Dezjnjovs grupp förliste vid fastlandskusten där man tvingades övervintra vid Anadyrfloden som man nådde i december. Våren 1649 fortsatte expeditionen uppför floden och grundlade handelsplatsen Anadyrsk ostrog nära nuvarande Markovo. Längre uppför floden stötte man sedan på Michail Staduchin och Semjon Motoras expedition som hade tagit landvägen från Jakutsk. Rapporten om de nya upptäckterna och den 3 200 kilometer långa expeditionen hamnade dock i ett arkiv i Jakutsk och nådde aldrig S:t Petersburg.
Den östra vägen till Alaska upptäcktes 1741 av Vitus Bering under dennes Stora nordiska expedition åren 1733-1743.
Redan 1745 började ryska pälshandlare att etablera sig i området. Först 1799 utfärdade tsaren en Ukas som formellt gjorde området till ryskt territorium. Förvaltningen överläts till det Rysk-amerikanska kompaniet, koncessionen gällde för 20 år och gav kompaniet även monopol över handel i området. Till en början omfattade koncessionen områden till latitud 55° N, 1821 utökades rättigheterna till 51° N.
1784 grundade Grigory Sjelichov en rysk bosättning vid Three Saints Bay på Kodiakön nära dagens Kodiak. 1790 utsågs Aleksandr Baranov till chef för pälshandeln i Alaska och Baranov flyttade bosättningen 1792 till Kodiak i den nordöstra delen av ön.
1795 grundade Baranov bosättningen Michailovsk cirka 10 km norr om dagens Sitka efter att ha köpt marken från de lokala Tlingitfolket. 1802 förstördes bosättningen dock av rivaliserande grupper. Efter en blodig vedergällning i slaget vid Sitka flyttades bosättningen 1804 med namnet Novo-Archangelsk till Sitka.
Fort Ross användes åren 1812-1841 och Fort Elisabeth åren 1816-1817.

## Alaskaköpet
Alaskaköpet (Alaska Purchase) ingicks 1867 och blev ett stort bidrag i USA:s territoriella expansion. Fördraget förhandlades av ryske diplomaten Eduard de Stoeckl under Alexander II av Ryssland och USA:s utrikesminister William H. Seward under president Andrew Johnson. Arealen omfattade cirka 1 481 347 km² och övergångssumman var 7,2 miljoner dollar.